# Красный Бор (Ломоносовский район)
Красный Бор — деревня в Гостилицком сельском поселении Ломоносовского района Ленинградской области.

## История
Согласно данным переписи населения СССР 1926 года в совхозе Бор Модолицкого сельсовета Медушской волости Троцкого уезда проживали 76 человек — большинство русские, а также эстонцы и латыши.

Совхоз «Бор» на карте 1940 года

Согласно топографической карте РККА 1940 года на месте современной деревни Красный Бор находился посёлок совхоза «Бор».
По данным 1966 года деревня Красный Бор в составе Ломоносовского района не значилась.
По данным 1973 и 1990 годов деревня Красный Бор входила в состав Гостилицкого сельсовета.
В 1997 году в деревне Красный Бор Гостилицкой волости проживал 251 человек, в 2002 году — 198 человек (русские — 93 %), в 2007 году — 230.

## География
Деревня расположена в южной части района на автодороге 41К-015 (Анташи — Красное Село), к югу от административного центра поселения, деревни Гостилицы.
Расстояние до административного центра поселения — 10 км.

## Демография
| 2002 | 2007 | 2010 | 2017 |
| ---- | ---- | ---- | ---- |
| 198  | ↗230 | ↘205 | ↗217 |

## Улицы
Боровская, Советская.